# Copa de Campeones de la Concacaf 1997
La Copa de Campeones de 1997 fue la trigésimo tercera edición de la Copa de Campeones de la Concacaf, torneo de fútbol a nivel de clubes más importante de Norteamérica, Centroamérica y el Caribe organizado por la Concacaf, en la que participaron equipo de seis países: México, Estados Unidos, Trinidad y Tobago, Costa Rica, Guatemala y El Salvador.
Este certamen significó la primera participación de los equipos de la Major League Soccer (luego de su temporada debut en 1996), siendo sus representantes los finalistas de la MLS Cup 1996. El campeón fue nuevamente Cruz Azul, revalidando el título logrado en la edición previa y alcanzando su quinta conquista en la competición. Por su parte, Los Angeles Galaxy fue el primer club estadounidense en llegar a la final de una Copa de Campeones desde 1984.

## Formato
Los equipos se dividieron en tres zonas (Norte, Central y Caribe). La zona norteamericana clasificó a tres equipos directamente a los cuartos de final y dos equipos jugaron un repechaje por el cuarto puesto de los cuartos de final. La zona centroamericana disputó un torneo regional para conseguir tres puestos en los cuartos de final. El ganador de la zona Caribe consiguió un lugar a los cuartos de final. El torneo se disputó bajo el sistema de eliminación directa, compuesto por los cuartos de final, las semifinales y la final, en la que se declaró al campeón.

## Ronda preliminar

### Zona Norteamericana
| 30 de julio de 1997 | Los Angeles Galaxy                                                                   | 4:1 (0:0) | Santos Laguna              | Estadio Rose Bowl, Los Ángeles |  |
|                     | Mauricio Cienfuegos 64' · Eduardo Hurtado 65' · Martín Machón 80' · Welton Mello 84' |           | Nicolás Ramírez Ceceña 70' |                                |  |

### Zona Centroamericana

#### Repechaje
| 1 de junio de 1997 | Eurokickers                                  | 4:2 | Diriangén             | Estadio Javier Cruz, Ciudad de Panamá |  |
|                    | Ardines ?', ?' · Bovell ?' (pen.) · Wilchard |     | Gago · Cruz ?' (pen.) |                                       |  |

| 8 de junio de 1997 | Diriangén                         | 4:1 (t. s.)(Global 6:5) | Eurokickers | Estadio Cacique Diriangén, Diriamba |  |
|                    | Gago · Bermúdez · González ?', ?' |                         | Ardines     |                                     |  |

#### Primera fase
| 3 de mayo de 1997 | Cartaginés                                                                  | 5:0 (1:0) | Tauro | Estadio José Rafael "Fello" Meza, Cartago |                             |
|                   | Heriberto Quirós 4' 81' · Jewison Bennett 56' 66' (pen.) · Norman Gómez 79' | Reporte   |       | Árbitro(s): Neftalí Recinos               | Árbitro(s): Neftalí Recinos |

| 11 de mayo de 1997 | Tauro                   | 2:4 (Global 2:9) | Cartaginés                                      | Estadio Rommel Fernández, Ciudad de Panamá |  |
|                    | Gustavo Lagarcha (pen.) |                  | Heriberto Quirós · Cristian Mena · Norman Gómez |                                            |  |

| 7 de mayo de 1997 | FAS              | 1:1 | Comunicaciones | Estadio Óscar Quiteño, Santa Ana |  |
|                   | Guillermo Rivera |     | Milton Núñez   |                                  |  |

| 14 de mayo de 1997 | Comunicaciones   | 1:1 (5:3 p.)(Global 2:2) | FAS               | Estadio Cementos Progreso, Ciudad de Guatemala |  |
|                    | Carlos Villareal |                          | Everaldo Valencia |                                                |  |

| 16 de mayo de 1997 | Xelajú MC | 0:0 | Real Verdes | Estadio Mario Camposeco, Quetzaltenango |  |

| 1 de junio de 1997 | Real Verdes | 0:2 (Global 0:2) | Xelajú MC                        | Norman Broaster Stadium, San Ignacio |  |
|                    |             |                  | Gustavo Benzomo · Cesar Trujillo |                                      |  |

| 18 de mayo de 1997 | Juventus Orange Walk | 0:1 (0:0) | Real España                | MCC Grounds, Ciudad de Belice |  |
|                    |                      |           | Guillermo Gómez 62' (pen.) |                               |  |

| 28 de mayo de 1997 | Real España | 1:4 (0:3) (Global 2:4) | Juventus Orange Walk                            | Estadio Francisco Morazán, San Pedro Sula |  |
|                    | Cabrera 88' |                        | Tunn 5' · Núñez 29' · García 45' · Mc Allet 52' |                                           |  |

| 28 de mayo de 1997 | Luis Ángel Firpo | 0:0 | Olimpia | Estadio Sergio Torres, Usulután |  |

| 8 de junio de 1997 | Olimpia              | 1:3 (1:2) (Global 1:3) | Luis Ángel Firpo                                                   | Estadio Nacional de Tegucigalpa, Tegucigalpa |  |
|                    | Wilmer Velásquez 24' |                        | Fabio de Freitas 38' · Carlos Hernández 43' · Percival Piggott 60' |                                              |  |

| 22 de junio de 1997 | Diriangén                                 | 3:2 (2:1) | Alajuelense       | Estadio Cacique Diriangén, Diriamba |                          |
|                     | Acevedo 22' · Bermúdez 27' · González 68' | Reporte   | Miso 14' · Chávez | Árbitro(s): Fredy Burgos            | Árbitro(s): Fredy Burgos |

| 9 de julio de 1997 | Alajuelense               | 3:1 (Global 5:4) | Diriangén   | Estadio Alejandro Morera Soto, Alajuela |  |
|                    | Arnáez · Chávez · Wallace |                  | Desconocido |                                         |  |

#### Segunda fase
| 22 de junio de 1997 | Juventus Orange Walk | 0:3 | Comunicaciones                                | MCC Grounds, Ciudad de Belice |  |
|                     |                      |     | Julio Rodas · Castro (a.g.) · Rigoberto Gómez |                               |  |

| 28 de junio de 1997 | Comunicaciones                                              | 5:2 (Global 8:2) | Juventus Orange Walk | Estadio Mateo Flores, Ciudad de Guatemala |  |
|                     | Rigoberto Gómez · Nicolás Suazo · Byron Pérez · Desconocido |                  | Norman Núñez         |                                           |  |

| 13 de julio de 1997 | Xelajú Mario Camposeco   | 2:1 | Luis Ángel Firpo | Estadio Mario Camposeco, Quetzaltenango |  |
|                     | Walter Posse · Hugo Mora |     | Raúl Toro Basáez |                                         |  |

| 16 de julio de 1997 | Luis Ángel Firpo                 | 2:0 (Global 3:2) | Xelajú Mario Camposeco | Estadio Sergio Torres, Usulután |  |
|                     | Raúl Toro Basáez · Israel Castro |                  |                        |                                 |  |

| 30 de julio de 1997 | Cartaginés     | 2:1 | Alajuelense       | Estadio Nacional de Costa Rica, San José |  |
|                     | Sergio Morales |     | Luis Diego Arnáez |                                          |  |

## Equipos participantes
En cursiva los equipos debutantes en el torneo.
| País                            | Equipo                         | Clasificación                                                |
| ------------------------------- | ------------------------------ | ------------------------------------------------------------ |
| México 1 cupo + campeón vigente | Cruz Azul Guadalajara          | Campeón de la Copa de Campeones 1996 Campeón del Verano 1997 |
| Estados Unidos 2 cupos          | D.C. United Los Angeles Galaxy | Campeón de la MLS Cup 1996 Subcampeón de la MLS Cup 1996     |
| Trinidad y Tobago 1 cupo        | United Petrotrin               | Campeón del Campeonato de Clubes de la CFU 1997              |
| Costa Rica 1 cupo               | Cartaginés                     | Subcampeón del Campeonato de Fútbol 1995-96                  |
| Guatemala 1 cupo                | Comunicaciones                 | Subcampeón de la Liga Nacional 1995-96                       |
| El Salvador 1 cupo              | Luis Ángel Firpo               | Subcampeón de la Primera División 1996-97                    |

## Resultados
|  | Cuartos de final | Cuartos de final |              |             | Semifinales  | Semifinales  |  |  | Final        | Final |
|  |                  |                  |              |             |              |              |  |  |              |       |
|  | 12 de agosto     |                  |              |             |              |              |  |  |              |       |
|  |                  |                  |              |             |              |              |  |  |              |       |
|  | LA Galaxy        | 2                |              |             |              |              |  |  |              |       |
|  | LA Galaxy        | 2                | 22 de agosto |             |              |              |  |  |              |       |
|  | Luis Ángel Firpo | 0                |              |             |              |              |  |  |              |       |
|  | Luis Ángel Firpo | 0                | LA Galaxy    | 1           |              |              |  |  |              |       |
|  | 12 de agosto     |                  | LA Galaxy    | 1           |              |              |  |  |              |       |
|  |                  | D.C. United      | 0            |             |              |              |  |  |              |       |
|  | D.C. United      | D.C. United      | 0            | 1           |              |              |  |  |              |       |
|  | D.C. United      |                  | 24 de agosto | 1           |              |              |  |  |              |       |
|  | Unted Petrotrin  | 0                |              |             |              |              |  |  |              |       |
|  | Unted Petrotrin  | 0                | LA Galaxy    | 3           |              |              |  |  |              |       |
|  | 16 de agosto     |                  | LA Galaxy    | 3           |              |              |  |  |              |       |
|  |                  | Cruz Azul        | 5            |             |              |              |  |  |              |       |
|  | Cruz Azul        | Cruz Azul        | 5            | 5           |              |              |  |  |              |       |
|  | Cruz Azul        | 22 de agosto     |              | 5           |              |              |  |  |              |       |
|  | Comunicaciones   | 0                |              |             |              |              |  |  |              |       |
|  | Comunicaciones   | 0                | Cruz Azul    | 3           | Tercer lugar | Tercer lugar |  |  |              |       |
|  | 17 de agosto     |                  | Cruz Azul    | 3           |              |              |  |  |              |       |
|  |                  | Guadalajara      | 2            |             |              |              |  |  |              |       |
|  | Guadalajara      | Guadalajara      | 2            | 1           | D.C. United  | 2            |  |  |              |       |
|  | Guadalajara      |                  |              | 1           | D.C. United  | 2            |  |  |              |       |
|  | Cartaginés       | 0                |              | Guadalajara | 2            |              |  |  |              |       |
|  | Cartaginés       | 0                |              |             | 2            |              |  |  |              |       |
|  |                  |                  |              |             |              |              |  |  | 24 de agosto |       |
|  |                  |                  |              |             |              |              |  |  |              |       |

### Cuartos de final
| 12 de agosto de 1997 | Los Angeles Galaxy             | 2:0 (1:0) | Luis Ángel Firpo | Estadio Robert F. Kennedy, Washington D. C. |  |
|                      | Melo 45' · Eduardo Hurtado 78' |           |                  |                                             |  |

| 12 de agosto de 1997 | D.C. United          | 1:0 (0:0) | United Petrotrin | Estadio Robert F. Kennedy, Washington D. C. |  |
|                      | Marco Etcheverry 84' |           |                  |                                             |  |

| 16 de agosto de 1997 | Cruz Azul                                                                                         | 5:0 (2:0) | Comunicaciones | Estadio Azul, Distrito Federal |  |
|                      | Benjamín Galindo 5' 57' · Julio César Yegros 42' · Carlos Hermosillo 56' · Francisco Palencia 78' |           |                |                                |  |

| 17 de agosto de 1997 | Guadalajara                | 1:0 (1:0) | Cartaginés | Estadio Jalisco, Guadalajara    |                                 |
|                      | Felipe de Jesús Robles 34' |           |            | Asistencia: 20 000 espectadores | Asistencia: 20 000 espectadores |

### Semifinales
| 22 de agosto de 1997 | D.C. United | 0:1 (0:1) | Los Angeles Galaxy | Estadio Robert F. Kennedy, Washington D. C. |                                 |
|                      |             |           | Cobi Jones 10'     | Asistencia: 16,568 espectadores             | Asistencia: 16,568 espectadores |

| 22 de agosto de 1997 | Guadalajara                                                 | 2:3 (0:2) | Cruz Azul                                                                     | Estadio Robert F. Kennedy, Washington D. C.                 |                                                             |
|                      | Joel Sánchez Ramos 86' (pen.) · Manuel Martínez Íñiguez 90' |           | Joel Sánchez Ramos 26' (a.g.) · Julio César Yegros 36' · Héctor Adomaitis 77' | Asistencia: 16,568 espectadores Árbitro(s): Gilberto Alcalá | Asistencia: 16,568 espectadores Árbitro(s): Gilberto Alcalá |

### Tercer lugar
| 24 de agosto de 1997            | D.C. United                    | 2:2 (1:0) | Guadalajara                                       | Estadio Robert F. Kennedy, Washington D. C. |  |
|                                 | Raúl Díaz Arce 40' · Iroha 89' |           | Miguel Acosta 55' · Joel Sánchez Ramos 86' (pen.) |                                             |  |
| El tercer lugar fue compartido. |                                |           |                                                   |                                             |  |

*La CONCACAF  otorgó el tercer puesto a los 2 equipos ya que no se disputo la tanda de penaltis*

### Final
| 24 de agosto de 1997 | Los Angeles Galaxy                        | 3:5 (2:3) | Cruz Azul                                                                                            | Estadio Robert F. Kennedy, Washington D. C. |                                 |
|                      | Eduardo Hurtado 8' 14' · Jorge Campos 78' |           | Benjamín Galindo 30' (pen.) · Johan Rodríguez 31' · Héctor Adomaitis 36' · Carlos Hermosillo 62' 66' | Asistencia: 21,804 espectadores             | Asistencia: 21,804 espectadores |

| 9          | POR        | Jorge Campos        |     |
| 20         | DEF        | Paul Caligiuri      |     |
| 2          | DEF        | Danny Pena          |     |
| 4          | DEF        | Robin Fraser        |     |
| 18         | DEF        | Greg Vanney         |     |
| 14         | MED        | Chris Armas         |     |
| 5          | MED        | Martín Machón       | 72' |
| 6          | MED        | Dan Calichman       | 46' |
| 10         | MED        | Mauricio Cienfuegos | 21' |
| 13         | DEL        | Cobi Jones          |     |
| 29         | DEL        | Eduardo Hurtado     |     |
| Entrenador | Entrenador | Octavio Zambrano    |     |

| 1          | POR        | Oscar Pérez         |     |
| 18         | DEF        | Johan Rodríguez     |     |
| 23         | DEF        | Moisés González     |     |
| 4          | DEF        | Juan Reynoso        |     |
| 2          | DEF        | Guadalupe Castañeda |     |
| 7          | MED        | Benjamín Galindo    |     |
| 13         | MED        | Carlos Barra        | 67' |
| 19         | MED        | Omar Rodríguez      | 76' |
| 10         | MED        | Héctor Adomaitis    |     |
| 15         | DEL        | Francisco Palencia  | 73' |
| 27         | DEL        | Carlos Hermosillo   |     |
| Entrenador | Entrenador | Luis Fernando Tena  |     |

| 8  | MED | Jose Botello     | 21' |
| 22 | POR | Kevin Hartman    | 46' |
| 17 | MED | Ezra Hendrickson | 72' |

| 22 | MED | Agustín Morales    | 67' |
| 25 | DEF | Héctor Altamirano  | 73' |
| 11 | MED | Julio César Yegros | 76' |

| Anotado | 8'  | Eduardo Hurtado | 1:0 |
| Anotado | 14' | Eduardo Hurtado | 2:0 |
| Anotado | 78' | Jorge Campos    | 3:5 |

| Anotado · Penal | 30' | Benjamín Galindo  | 2:1 |
| Anotado         | 31' | Johan Rodríguez   | 2:2 |
| Anotado         | 36' | Héctor Adomaitis  | 2:3 |
| Anotado         | 62' | Carlos Hermosillo | 2:4 |
| Anotado         | 66' | Carlos Hermosillo | 2:5 |

| Amonestado | 87' | Jorge Campos |

| Amonestado | 4'  | Carlos Barra     |
| Amonestado | 54' | Omar Rodríguez   |
| Amonestado | 88' | Benjamín Galindo |

| Árbitro             | Desconocido |
| Árbitros asistentes |             |

| 9          | POR        | Jorge Campos        |     |
| 20         | DEF        | Paul Caligiuri      |     |
| 2          | DEF        | Danny Pena          |     |
| 4          | DEF        | Robin Fraser        |     |
| 18         | DEF        | Greg Vanney         |     |
| 14         | MED        | Chris Armas         |     |
| 5          | MED        | Martín Machón       | 72' |
| 6          | MED        | Dan Calichman       | 46' |
| 10         | MED        | Mauricio Cienfuegos | 21' |
| 13         | DEL        | Cobi Jones          |     |
| 29         | DEL        | Eduardo Hurtado     |     |
| Entrenador | Entrenador | Octavio Zambrano    |     |

| 1          | POR        | Oscar Pérez         |     |
| 18         | DEF        | Johan Rodríguez     |     |
| 23         | DEF        | Moisés González     |     |
| 4          | DEF        | Juan Reynoso        |     |
| 2          | DEF        | Guadalupe Castañeda |     |
| 7          | MED        | Benjamín Galindo    |     |
| 13         | MED        | Carlos Barra        | 67' |
| 19         | MED        | Omar Rodríguez      | 76' |
| 10         | MED        | Héctor Adomaitis    |     |
| 15         | DEL        | Francisco Palencia  | 73' |
| 27         | DEL        | Carlos Hermosillo   |     |
| Entrenador | Entrenador | Luis Fernando Tena  |     |

| 8  | MED | Jose Botello     | 21' |
| 22 | POR | Kevin Hartman    | 46' |
| 17 | MED | Ezra Hendrickson | 72' |

| 22 | MED | Agustín Morales    | 67' |
| 25 | DEF | Héctor Altamirano  | 73' |
| 11 | MED | Julio César Yegros | 76' |

| Anotado | 8'  | Eduardo Hurtado | 1:0 |
| Anotado | 14' | Eduardo Hurtado | 2:0 |
| Anotado | 78' | Jorge Campos    | 3:5 |

| Anotado · Penal | 30' | Benjamín Galindo  | 2:1 |
| Anotado         | 31' | Johan Rodríguez   | 2:2 |
| Anotado         | 36' | Héctor Adomaitis  | 2:3 |
| Anotado         | 62' | Carlos Hermosillo | 2:4 |
| Anotado         | 66' | Carlos Hermosillo | 2:5 |

| Amonestado | 87' | Jorge Campos |

| Amonestado | 4'  | Carlos Barra     |
| Amonestado | 54' | Omar Rodríguez   |
| Amonestado | 88' | Benjamín Galindo |

| Árbitro             | Desconocido |
| Árbitros asistentes |             |

|                              |
| Bandera de México            |
| Campeón Cruz Azul 5.º título |

## Estadísticas

### Goleadores
| Jugador            | Club               | Goles |
| ------------------ | ------------------ | ----- |
| Benjamín Galindo   | Cruz Azul          | 3     |
| Carlos Hermosillo  | Cruz Azul          | 3     |
| Eduardo Hurtado    | Los Angeles Galaxy | 3     |
| Julio César Yegros | Cruz Azul          | 2     |
| Joel Sánchez       | Guadalajara        | 2     |
| Héctor Adomaitis   | Cruz Azul          | 2     |